# Faustina (film)
Faustina è un film italiano del 1968 diretto da Luigi Magni.

## Trama
Faustina è una donna di carnagione scura poiché figlia di un soldato nero e di una donna romana. Vive insieme al manesco marito Quirino, che fa il tombarolo, depredando le tombe etrusche nel territorio di Cerveteri e Tarquinia per poi rivendere a facoltosi collezionisti stranieri i tesori ritrovati.
Stanca delle quotidiane violenze di Quirino, Faustina medita la fuga. L'occasione le si presenta quando conosce il timido Enea, nuovo vicino di casa, stornellatore senza un soldo in tasca ma dall'animo puro; tra questi e Faustina sboccia un amore platonico. Dopo aver ingannato Quirino, Enea e Faustina decidono di fuggire insieme, ma nel cercare alla svelta la valigia posta sotto al letto, i due scoprono lì un fardello sospetto. Quello che a loro appare però come un cadavere avvolto in un lenzuolo è in realtà una mummia etrusca trafugata da Quirino, lì nascosta in attesa di un ricco compratore. I due amanti la scambiano come prova di un omicidio commesso da Quirino, visto il suo carattere violento. Allora Faustina, nonostante le angherie subite dal marito, prima di fuggire pensa di aiutare Quirino gettando la mummia nel Tevere per eliminare la prova del delitto. La notte dello stesso giorno però entrambi si pentono di quella fuga d'amore e decidono di tornare sui loro passi.
Quando Quirino scopre che la mummia non c'è più, la sua reazione è violenta: l'uomo manda Faustina all'ospedale ridotta in fin di vita. Dopo essersi ripresa, Faustina decide di vendicarsi: lega il marito ad una sedia e lo riempie di botte. Quirino però, subite queste, decide di denunciare la moglie ai carabinieri per le violenze subite. Faustina viene così arrestata e condannata a sei mesi di carcere. Dopo aver scontato la pena, all'uscita dal carcere la sua pancia gravida rivela al marito di essere incinta, Quirino però è convinto erroneamente che il figlio che Faustina ha in grembo sia di Enea.
Faustina assiste rassegnata quindi per l'ennesima volta anche al pestaggio di Enea da parte di Quirino che dice che gli fanno schifo tutti e tre. Enea dice a Quirino che non ha capito niente ma Quirino non dice nulla Faustina. La ragazza chiede a Enea se lui picchierebbe mai il bambino. Enea nega assolutamente e i due giovani se ne vanno parlando del futuro della famiglia tenendosi per mano.

## Curiosità
- Il film segna l'esordio artistico sia per Luigi Magni che per Vonetta McGee.
- Nonostante il film sia ambientato in epoca moderna, la trama e l'ambientazione rispecchiano a pieno lo stile del regista, che egli porterà avanti in quasi tutti i suoi film: infatti sono da notare gli scenari più antichi della città di Roma e il tono surreale della narrazione che sembra essere tipico dei sonetti romaneschi.